# Montmort
Montmort ist eine französische Gemeinde mit 186 Einwohnern (Stand: 1. Januar 2022) im Département Saône-et-Loire in der Region Bourgogne-Franche-Comté. Sie gehört zum Arrondissement Charolles und zum Kanton Gueugnon. Die Einwohner werden Montmortois genannt.

## Geographie
Montmort liegt etwa 31 Kilometer südwestlich von Autun.
Nachbargemeinden von Montmort sind Charbonnat im Norden und Nordosten, La Boulaye im Osten, Toulon-sur-Arroux im Südosten, Sainte-Radegonde im Süden, Issy-l’Évêque im Westen  sowie Cuzy im Westen und Nordwesten.

## Bevölkerungsentwicklung
| Jahr                      | 1962 | 1968 | 1975 | 1982 | 1990 | 1999 | 2006 | 2013 |
| Einwohner                 | 380  | 332  | 292  | 271  | 220  | 183  | 179  | 203  |
| Quelle: Cassini und INSEE |      |      |      |      |      |      |      |      |

## Persönlichkeiten
- Antoine Marie Bard (* 1759 in Montmort; † 1837 in Toulon-sur-Arroux), Général de brigade der Revolutionsarmee

## Sehenswürdigkeiten
- Kirche Saint-Bonnet